# 리차르다스 타물리스
리차르다스 타물리스(리투아니아어: Ričardas Tamulis) 혹은 리차르다스 이오노비치 타물리스(러시아어: Ри́чардас Ио́нович Тамулис, 1938년 7월 22일~2008년 4월 22일)는 소련과 리투아니아의 권투 선수로 1964년 하계 올림픽에서 웰터급 은메달을 획득했다.
카우나스에서 태어난 타물리스는 1953년에 자신의 고향 클럽 잘기리스 카우나스에 입단하여 권투를 시작했으며, 아나타나스 자바라스의 지도를 받았다. 그는 1964년 일본 도쿄에서 열린 올림픽 결승전에서 폴란드의 마리안 카스프시크에게 패하여 은메달을 땄다. 그는 1967년에 은퇴했고 잘기리스 카우나스 소속 복싱 코치로 일했다. 리투아니아가 독립한 후인 1990년대에 리투아니아 정계에서도 활동했다. 2008년 그는 8층 발코니에서 추락하여 69세의 나이로 사망했다.